# Shake Your Hips
 (février 2023).
La mise en forme du texte ne suit pas les recommandations de Wikipédia : il faut le « wikifier ».
Les points d'amélioration suivants sont les cas les plus fréquents :
- Les titres sont pré-formatés par le logiciel. Ils ne sont ni en capitales, ni en gras.
- Le texte ne doit pas être écrit en capitales (les noms de famille non plus), ni en gras, ni en italique, ni en « petit »…
- Le gras n'est utilisé que pour surligner le titre de l'article dans l'introduction, une seule fois.
- L'italique est rarement utilisé : mots en langue étrangère, titres d'œuvres, noms de bateaux, etc.
- Les citations ne sont pas en italique mais en corps de texte normal. Elles sont entourées par des guillemets français : « et ».
- Les listes à puces sont à éviter, des paragraphes rédigés étant largement préférés. Les tableaux sont à réserver à la présentation de données structurées (résultats, etc.).
- Les appels de note de bas de page (petits chiffres en exposant, introduits par l'outil «  Source ») sont à placer entre la fin de phrase et le point final[comme ça].
- Les liens internes (vers d'autres articles de Wikipédia) sont à choisir avec parcimonie. Créez des liens vers des articles approfondissant le sujet. Les termes génériques sans rapport avec le sujet sont à éviter, ainsi que les répétitions de liens vers un même terme.
- Les liens externes sont à placer uniquement dans une section « Liens externes », à la fin de l'article. Ces liens sont à choisir avec parcimonie suivant les règles définies. Si un lien sert de source à l'article, son insertion dans le texte est à faire par les notes de bas de page.
- La présentation des références doit suivre les conventions bibliographiques. Il est recommandé d'utiliser les modèles {{Ouvrage}}, {{Chapitre}}, {{Article}}, {{Lien web}} et/ou {{Bibliographie}}. Le mode d'édition visuel peut mettre en forme automatiquement les références.
- Insérer une infobox (cadre d'informations à droite) n'est pas obligatoire pour parachever la mise en page.

Pour une aide détaillée, merci de consulter Aide:Wikification.
Si vous pensez que ces points ont été résolus, vous pouvez retirer ce bandeau et améliorer la mise en forme d'un autre article.
Singles de Slim Harpo
Baby Scratch My Back
(1965) I'm Your Bread Maker, Baby
(1966)
Shake Your Hips (parfois connu sous le nom de « Hip Shake ») est une chanson écrite par l'artiste de blues louisianais Slim Harpo. Il l'a enregistrée en février 1966 pour le producteur JD Miller pour le single suivant de son énorme succès Baby Scratch My Back. Le label de Miller Excello Records l'a sorti en single en juin 1966 et en octobre, la chanson est intégrée sur l'album Baby Scratch My Back de Slim Harpo en 1966.
Le biographe de Slim Harpo, Martin Hawkins, la décrit comme une « chanson d'instruction de danse [avec un] rythme rapide et hypnotique de cirage de chaussures ». Il note les contributions de Lazy Lester aux percussions et de Katie Webster à l'orgue.
La chanson est également connue pour sa reprise par les Rolling Stones pour l'album Exile on Main St. en 1972.

## Réception et influence
Une revue "Spotlight Singles" du 18 juin 1966 dans le magazine Billboard incluait « Harpo fait suite à son hit Baby Scratch My Back avec deux faces basés sur le blues. L'air d'enseignement de la danse est soutenu par un solide blues plaintif avec un support d'harmonica ». La revue a prédit que le single atteindrait le top 60 du classement des singles Hot 100 du magazine, cependant, il n'atteint que la 116e place au classement Bubbling Under Hot 100 Singles du 23 juillet 1966. Hawkins note « Il semble que Shake Your Hips était un disque plus influent que ne l'indiquait sa position dans les classements, et il s'est largement vendu sur une longue période ».

## Reprise des Rolling Stones
Pistes de Exile on Main St.
Rip This Joint
(2) Casino Boogie
(4)
Les Rolling Stones ont enregistré la chanson pour leur album Exile on Main St. paru en 1972. 
C'était l'idée de Mick Jagger de l'enregistrer pour l'album, car celui-ci est un véritable admirateur de Slim Harpo (le groupe avait repris sa chanson I'm a King Bee sur le premier album en 1964). Les Stones l'ont enregistré à Londres, mais l'ont retravaillé dans la villa de Keith Richards dans le sud de la France, où le groupe séjournait en « exil ». Il a été enregistré pour ressembler à un disque des années 1950.

### Personnel
Crédités :
- Mick Jagger: chant, harmonica
- Keith Richards et Mick Taylor: guitares électriques
- Bill Wyman: basse
- Charlie Watts: batterie
- Ian Stewart: piano
- Bobby Keys: saxophone

## Autres reprises
La chanson a été enregistrée par de nombreux autres artistes, dont Love Sculpture pour leur album Blues Helping (1968) et Joan Osborne sur Bring It On Home (2012).